# 중앙로 (밀양시)
중앙로(Jungang-ro)는 경상남도 밀양시 가곡동 남포교차로 에서 내이동 신촌오거리를 잇는 도로이다.

## 주요 경유지
경상남도
- 밀양시 (가곡동 . 삼문동 . 내일동 . 내이동)

## 노선
| 이름                  | 접속 노선                       | 소재지                | 소재지                | 비고                  |
| 청학~남포 구간와 직결 | 청학~남포 구간와 직결           | 청학~남포 구간와 직결 | 청학~남포 구간와 직결 | 청학~남포 구간와 직결 |
| --------------------- | ------------------------------- | --------------------- | --------------------- | --------------------- |
| 남포교차로            |                                 | 밀양시                | 가곡동                | 국도 제58호선구간     |
| 밀양역 교차로         | 역앞광장로                      | 밀양시                | 가곡동                | 국도 제58호선구간     |
| 가곡삼거리            | 국도 제58호선 (밀양대로)        | 밀양시                | 가곡동                | 국도 제58호선구간     |
| 용두교                |                                 | 밀양시                | 가곡동                |                       |
|                       | 삼문동                          | 밀양시                |                       |                       |
| (이름없음)            | 용평로                          | 밀양시                | 내일동                |                       |
| 북성사거리            | 석정로                          | 밀양시                | 내일동                |                       |
| 내일동육거리          | 백민로 내이1길                  | 밀양시                | 내일동                |                       |
| (이름없음)            | 북성로                          | 밀양시                | 내일동                |                       |
| 신촌오거리            | 국도 제24호선 (밀양대로) 창밀로 | 밀양시                | 내일동                |                       |

## 주요 건물 및 시설
- 이마트24 밀양가곡주공점 (중앙로 47/가곡동 455)
- 파리바게뜨 밀양역점 (중앙로 51/가곡동 458-1)
- 경동택배 밀양가곡457영업소 (중앙로 55/가곡동 457)
- CU 밀양역광장점 (중앙로 56/가곡동 447-1)
- 밀양역 (중앙로 62/가곡동 662-143)
- 한국국토정보공사 밀양지사 (중앙로 76/가곡동 469-11)
- 이마트24 밀양가곡점 (중앙로 107/가곡동 580-5)
- CU 밀양코리아점 (중앙로 142/가곡동 649-1)
- 김해세무서 밀양지사 (중앙로 235/삼문동 141-2)
- 롯데리아 밀양삼문점 (중앙로 241/삼문동 165-6)
- 밀양시립도서관 (중앙로 265/삼문동 184-11)
- 영남루 (중앙로 324/내일동 40)
- GS25 영남루점 (중앙로 327/내일동 133)
- 신협 밀양신협본점 (중앙로 333/내일동 144)
- 내일동행정복지센터 (중앙로 346/내일동 268-1)
- SK텔레콤 밀양대리점 본점 (중앙로 374/내일동 478)
- CU 밀양북성로타리점 (중앙로 383/내이동 727-4)
- 롯데하이마트 442/내이동 1572-1)
- 이마트24 밀양내이중앙점 (중앙로 453/내이동 1184-4)